# قهرمانان ملی (فیلم ۲۰۲۱)
قهرمانان ملی (به انگلیسی: National Champions) یک فیلم درام و ورزشی آمریکایی محصول سال ۲۰۲۱ به کارگردانی ریک رومن وا اساس نمایشنامه‌ای به همین نام از آدام مرویس است. در این فیلم استفان جیمز، جی.کی. سیمونز، الکساندر لودویگ، لیل رل هاوری، تیم بلیک نلسون، کینگ بچ، جفری داناوان، دیوید کوچنر، کریستن چنووس، تیموتی اولفینت و اوزو ادوبا نقش‌آفرینی می‌کنند.
این فیلم در ۱۰ دسامبر ۲۰۲۱ توسط اس‌تی‌اکس انترتینمنت در ایالات متحده پخش شد. این فیلم عموماً نقدهای متفاوتی از سوی منتقدان دریافت کرد و در باکس آفیس ضعیف عمل کرد و در مقابل بودجه ۸ میلیون دلاری خود کمتر از ۵۰۰٫۰۰۰ دلار فروخت.

## داستان
یک تیم ستاره دار دانشگاهی ساعاتی قبل از بزرگ‌ترین بازی سال اعتصاب بازیکنان را به راه می‌اندازد تا برای جبران عادلانه، برابری و احترام به ورزشکارانی که بدن و سلامت خود را در خط مدرسه خود قرار داده‌اند مبارزه کند.

## تولید
فیلمبرداری اصلی در ۱۷ می ۲۰۲۱ در نیواورلئان آغاز شد و در ۱۱ ژوئن به پایان رسید. این فیلم با بودجه ۸ میلیون دلاری فیلمبرداری شد. جاناتان سنفورد موسیقی متن فیلم را ساخته‌است.

## بازخوردها
در متاکریتیک، که از میانگین وزنی استفاده می‌کند، بر اساس ۱۵ منتقد، امتیاز ۵۲ از ۱۰۰ را به فیلم اختصاص داد که نشان دهنده «بررسی‌های مختلط یا متوسط» است. مخاطبانی که توسط پست‌ترک نظرسنجی کردند میانگین امتیاز ۶۳٪ را به آن دادند و ۴۵٪ گفتند که قطعاً این فیلم را توصیه می‌کنند.